# 御座石鉱泉
御座石鉱泉（ございしこうせん）は山梨県韮崎市円野町にある温泉。

## 泉質
- アルカリ性単純温泉

## 温泉街
宿が1軒。浴室は2つある。鳳凰三山の登山口で、登山者の利用が多い。

## アクセス
- 鉄道: 中央本線韮崎駅よりバス (夏季のみ運行)
- 車: 中央自動車道韮崎インターチェンジより20km。道が悪いので車高の低い車は走行注意。

座標: 北緯35度43分24秒 東経138度21分02秒 / 北緯35.72333度 東経138.35056度